# إرنست فيشر (ملحن)
إرنست فيشر (بالألمانية: Ernst Fischer)‏ هو عازف بيانو وملحن ألماني، ولد في 10 أبريل 1900 في ماغديبورغ في ألمانيا، وتوفي في 10 يوليو 1975 في لوكارنو في سويسرا.

## وصلات خارجية
- إرنست فيشر على موقع IMDb (الإنجليزية)
- إرنست فيشر على موقع ميوزك برينز (الإنجليزية)
- إرنست فيشر على موقع ديسكوغز (الإنجليزية)
- إرنست فيشر على موقع قاعدة بيانات الفيلم (الإنجليزية)